# جزیره تینتو
جزیره تینتو (به ایتالیایی: Tinetto) یکی از جزیره‌های کشور ایتالیا واقع در دریای لیگوریا در غربی‌ترین نقطهٔ خلیج لا اسپزیا است. این جزیره بخشی از مجمع‌الجزایری سه‌گانه است که در فاصلهٔ نزدیکی از یکدیگر قرار داشته و از پورتو ونره در سرزمین اصلی تا سمت جنوب پیش‌رفته‌اند. بزرگترین این جزیره‌ها جزیره پالماریاست که در شمال دو جزیرهٔ دیگر قرار دارد. جزیرهٔ تینتو با مساحت ۶۰۰۰ متر مربعی خود کوچکترین جزیره بوده که در جنوبی‌ترین قسمت این مجمع‌الجزایر و نزدیک به جزیرهٔ میانی که تینو نام دارد قرار گرفته است. 
این سه جزیره در سال ۱۹۹۷ همراه با پورتو ونره و چینکوئه تره در فهرست میراث جهانی یونسکو جای گرفتند.

## آثار مذهبی جزیره
در بخش غربی تینتو، ویرانه‌های عبادتگاه کوچکی متعلق به سدهٔ ششم میلادی به‌چشم می‌خورد و در بخش شرقی، بقایای مجموعه‌ای از بناها شامل یک کلیسا با دو راهرو و حجره‌هایی برای کشیشان برجای مانده است. این مجموعه در طی دوره‌های مختلف تا سدهٔ یازدهم ساخته‌شده و در نهایت به دست عرب‌های مسلمان تخریب شده‌اند. در چند متری جنوب جزیره و بر روی صخره‌ای زیرآبی نیز که برای مدتی طولانی به کابوس دریانوردان بدل شده بود تندیسی تقریباً ۲ متری از مریم مقدس قرار دارد.